# Zlatý oříšek
Zlatý oříšek je soutěž, která od roku 1998 vyhledává a oceňuje aktivní, nadané a úspěšné děti České republiky. Televizní finále soutěže se slavnostním vyhlášením vítězů pro aktuální rok pravidelně vysílá Česká televize na Nový rok. Soutěž Zlatý oříšek organizuje Nadační fond Zlatý oříšek, který byl zřízen za účelem všestranné podpory aktivních a talentovaných dětí ČR.

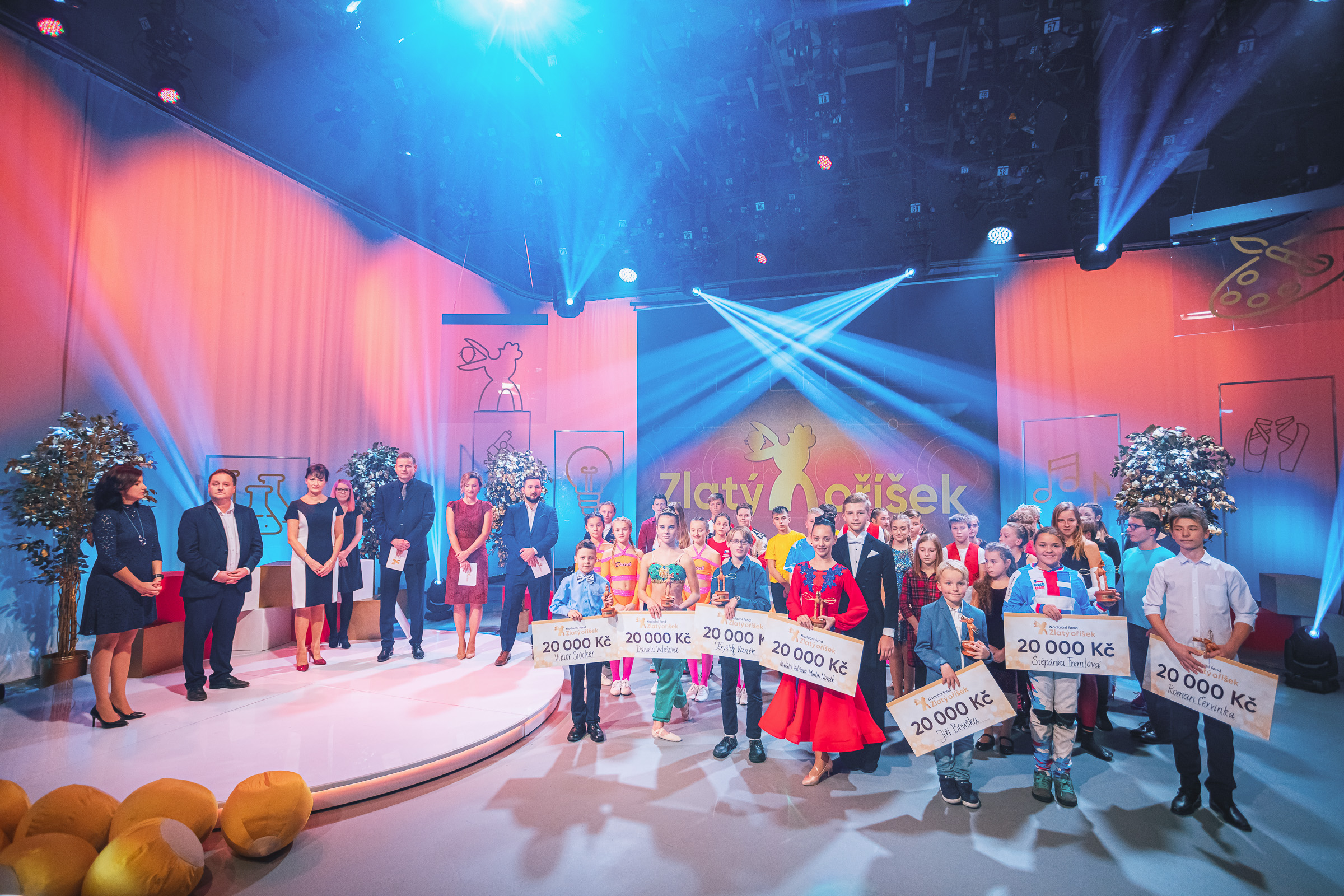
Televizní finále soutěže Zlatý oříšek 2019

## O soutěži
Soutěž Zlatý oříšek je určena dětem od 6 do 14 let a nemá žádné kategorie. Příležitost tak mají všechny dívky, chlapci i dětské kolektivy, tedy všichni, kteří v daném roce vytvořili nebo učinili v různých oborech něco mimořádného. Může to být umění, sport, ekologie, přírodověda, chovatelství, jazykové schopnosti, zajímavý čin, úspěch nebo cokoliv jiného. Při finále soutěže se tak mezi nominovanými mohou společně setkat například mladý včelař, šachista, skokanka na lyžích, houslistka, baletka, členka Sněmu dětí České republiky atd.
Soutěž Zlatý oříšek probíhá za podpory a spolupráce Ministerstva školství, mládeže a tělovýchovy České republiky, Ministerstva kultury České republiky, sponzorů a dárců Nadačního fondu Zlatý oříšek.

### Televizní finále soutěže
Vyvrcholením soutěže je televizní finále, které každoročně na Nový rok vysílá Česká televize. To dává dětem příležitost rozvinout své mediální dovednosti a ukázat veřejnosti, co umějí, což jim otevírá cestu k různým formám spolupráce a podpory.
Finále natáčí na přelomu listopadu a prosince studio České televize Brno. Pokaždé je s dětmi ve studiu moderátor, který celý pořad provází a vede s dětmi rozhovory o jejich činnosti a výsledcích. Moderátorem byli postupně Aleš Cibulka, Jan Adámek a Ondřej Havlík. Od roku 2018 pořad moderuje dvojice Soňa Baranová a Ondřej Blaho známí jakou moderátorské duo Dobrého Rána České televize.

### Patroni a hosté
Ustáleným prvkem jsou také patroni jednotlivých ročníků z řad osobností české kultury, sportu nebo vědy, např. sportovní komentátor České televize Jan Smetana, herečka a zpěvačka Yvetta Blanarovičová, zpěvačka Monika Bagárová, redaktorka ČT a moderátorka Daniela Písařovicová, bývalá šéfredaktorka Rádia Junior a herečka Zora Jandová, herec Jiří Mádl, beach volejbalistka Kristýna Kolocová, herec Jiří Dvořák, herečka a moderátorka Tereza Kostková, olympijský vítěz v moderním pětiboji David Svoboda, herečka Bára Seidlová, olympijský vítěz v akrobatickém lyžování Aleš Valenta, propagátor vědy Vladimír Kořen nebo atletka, olympijská medailistka a mistryně světa z roku 1997 Šárka Kašpárková. Patrony 20. ročníku byli nositelé ceny Zlatý oříšek za rok 1998 vědec Marek Mráz, za rok 2000 swingový zpěvák Jan Smigmator a za rok 2013 krasobruslařka Anna Dušková.
Hosty bývají zástupci státních institucí. Prvního ročníku se zúčastnili tehdejší první dáma České republiky Dagmar Havlová a tehdejší ministr kultury Pavel Dostál.

### Tisková konference s vítězi soutěže
S vítězi soutěže se koná v polovině ledna tisková konference v Kaiserštejnském paláci na Malostranském náměstí v Praze. Tiskové konference se zúčastňují zástupci cca 20 médií.
Po úvodním představení všech sedmi vítězů a zhodnocení právě uzavřeného ročníku si děti užijí krájení oříškového dortu a poté se věnují dotazům novinářů.
Mezi tradiční partnery, kteří uveřejňují informace o soutěži a rozhovory s vítězi, patří Česká televize, Český rozhlas Dvojka, Rádio Junior a Region, Právo - Haló noviny, Mladá fronta Dnes, Hospodářské noviny, Lidové noviny, Deníky Bohemia, Pražský zpravodaj, AHA, Šíp, Nová Večerní Praha, Blesk, Novinky.cz, Aktuálně.cz, ABC, Méďa Pusík, Mateřídouška, Naše rodina, Alík.cz, Adam.cz, Učitelské noviny a další.

## Organizace soutěže
Každý nový ročník soutěže Zlatý oříšek je tradičně vyhlašován 1. června na Den dětí.
Do soutěže mohou být přihlášeny nadané, šikovné, aktivní děti, páry a dětské kolektivy (například pěvecký, taneční nebo herecký soubor či sportovní oddíl) jakékoli etnické skupiny, včetně dětí hendikepovaných, a to za podmínek, které jsou podrobně zpracovány v Pravidlech. Uzávěrka přihlášek do celostátního kola soutěže bývá kolem 15. října.
V listopadu z přihlášených dětí a kolektivů sestaví komise složená z odborníků nejvíce zastoupených oborů (sport - sportovní komentátor ČT Petr Vichnar, literatura - dramaturg a scenárista ČT Jiří Chalupa, hudba - rozhlasový a televizní autor, novinář a moderátor Jiří Vejvoda, výtvarné obory - akademický malíř a grafik Jiří Anderle, intelektově nadané děti - předsedkyně Společnosti pro talent a nadání Eva Vondráková, kolektivy - Lenka Lázňovská, ředitelka Národního informačního a poradenského střediska pro kulturu) skupinu 21 nominovaných kandidátů z celé České republiky. Tyto děti a jejich rodiny navštíví osobně zástupci Zlatého oříšku, kteří ověří dosažené výsledky, smluvně potvrdí účast v soutěži, a také natočí video medailonek každého nominovaného.

### Cíle soutěže
- Jedním z cílů je motivovat účastníky Zlatého oříšku do další práce. Pro mnohé z nich se stala dosavadní zájmová činnost životní cestou a stali se dospělými vrcholovými sportovci, umělci, ale i vedoucími pracovníky.
- Dalším cílem je dát dětem příležitost vyzkoušet a zdokonalit své mediální dovednosti.
- Široce prezentovaná soutěž oslovuje profesionály z daných oborů i sponzory, kteří jsou schopni posunout činnost účastníků soutěže na zcela novou úroveň.[26]
- Zapojení talentovaných dětí ČR do programu všestranné podpory je hlavní náplní činnosti Nadačního fondu Zlatý oříšek.

### Krajská kola
V posledních letech[kdy?] začal v některých krajích (Liberecký, Ústecký, Karlovarský, Středočeský, Královéhradecký a Zlínský) probíhat také krajský formát soutěže Zlatý oříšek pod záštitou jeho celonárodního kola. Cílem bylo vzbudit zájem regionální veřejnosti a podpořit aktivní děti na krajské úrovni. Na samotném počátku rozvoje soutěže do krajů pak stál nápad tehdejšího starosty Říčan pana Vladimíra Kořena, který v roce 2012 soutěž oslovil s přáním uspořádat městské kolo právě v Říčanech.
Krajský Zlatý oříšek každoročně nominuje prostřednictvím krajských komisí 12 dětí z daného kraje a při jeho veřejném finále vyhlásí 3 vítěze. Kromě toho čestný představitel kraje může udělit zvláštní cenu osobnosti kraje, kterou má právo zvolit podle svého rozhodnutí. Vítězové kromě titulu držitele Zlatého oříšku svého kraje získají originální sošku, případně také finanční odměnu určenou na podporu jejich další činnosti.
Krajská předkola a finále krajských předkol probíhají na přelomu září a října, tedy před uzávěrkou celonárodního kola.

## Historie soutěže
Zakladatelka soutěže Zlatý oříšek Dagmar Kotmelová vedla v České televizi redakci pro děti a mládež a mimo jiné zde stála za vznikem v té době populárních dětských televizních pořadů Vega a Magion. První ročník Zlatého oříšku, jako celonárodní soutěže pro nadané a úspěšné děti, se jí podařilo zorganizovat v roce 1998, kdy v průběhu letních měsíců Český rozhlas poprvé veřejně oznámil možnost přihlásit se do soutěže.
Devět nejúspěšnějších dětí prvního ročníku si odneslo první sošky Zlatého oříšku, které zpočátku měly podobu Kašpárka nesoucího oříšek. Tyto ceny jim společně s diplomy předávala při slavnostním finále na Nový rok 1999 v České televizi paní Dagmar Havlová. Ta držela nad prvními ročníky Zlatého oříšku záštitu společně s Ministerstvem kultury a Ministerstvem školství, mládeže a tělovýchovy; tato ministerstva, která podporují Zlatý oříšek i nadále.
Pod vedením autorky a organizátorky soutěže Dagmar Kotmelové se Zlatý oříšek dále rozvíjel do roku 2002, kdy Dagmar Kotmelová onemocněla a soutěž se nekonala. V roce 2003 se Zlatý oříšek opět rozeběhl, avšak již v následujícím roce Dagmar Kotmelová zemřela. V té době již nastartovaný 6. ročník soutěže převzal její syn Jiří Kotmel.

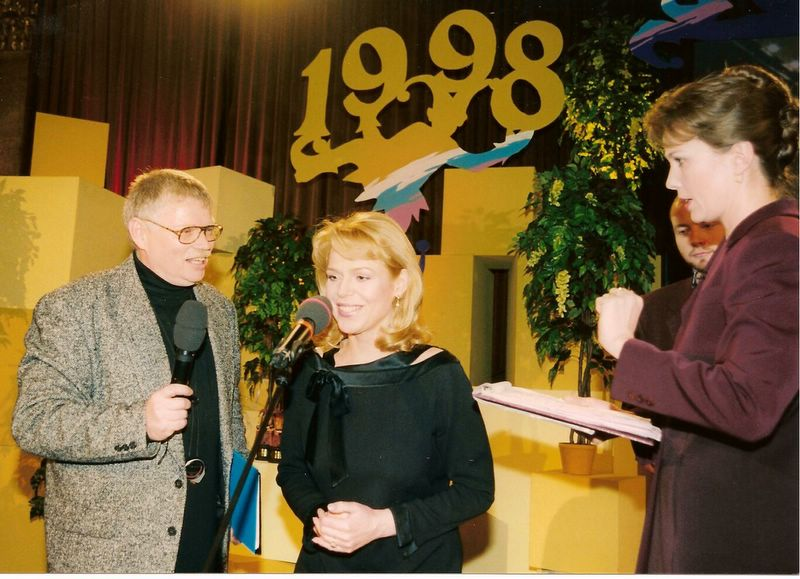
Televizní finále 1. ročníku soutěže

## Úspěšní účastníci soutěže
Do prvního ročníku se v té době mezi ostatními dětmi přihlásil také náš současný nejlepší šachista a šachový velmistr David Navara, kterému v roce 1998 bylo 13 let.
Řada dalších soutěžících dosáhla vrcholových úspěchů, např.:
- David Navara (ZO 1998) - dodnes náš nejlepší šachista,
- Marek Mráz (ZO 1998) – světově uznávaný vědec,
- Lukáš Vondráček (ZO 1999) – světově uznávaný klavírista,
- Jan Smigmator (ZO 2000) – uznávaný swingový zpěvák,
- Stanislav Vosolsobě (ZO 2000) – buněčný biolog,
- Václav Kolář (ZO 2004) – mistr světa a Evropy v bike trialu,
- Karel Abrahám (ZO 2005) - motocyklový závodník,
- Filip Salač (ZO 2009) – motocyklový závodník,
- Anna Dušková (ZO 2013) – úspěšná krasobruslařka,
- Jan Čmejla (ZO 2013) – vynikající klavírista,
- Jonáš Forejtek (ZO 2014) – nejlepší tenista v kategorii junior,
- Jan Myšák (ZO 2016) – hokejový útočník s draftem do NHL.

Mezi oceněné soubory patří (účast kolektivů byla možná od roku 2008) například Dětský pěvecký sbor Radost Praha, pěvecký sbor Boni Pueri, Kühnův dětský sbor, Baby Balet Praha, Dětský balet Praha nebo divadelní soubor Za oponou Divadla RADAR.